# Reischach (Bawaria)
Reischach – miejscowość i gmina w Niemczech, w kraju związkowym Bawaria, w rejencji Górna Bawaria, w regionie Südostoberbayern, w powiecie Altötting, siedziba wspólnoty administracyjnej Reischach. Leży około 6 km na północ od Altötting, przy drodze B588.

## Polityka
Wójtem gminy jest Franz Donislreiter, poprzednio urząd ten obejmował Manfred Gesierich, rada gminy składa się z osób.
|      | CSU/Niezależni | FW | Razem |
| 2008 | 7              | 7  | 14    |
| 2002 | 7              | 7  | 14    |

### Współpraca
Miejscowość partnerska:
- Magyarbóly, Węgry od 2006